# Ladislav Rychtárik
Ladislav Rychtárik (* 20. září 1959) je bývalý slovenský fotbalista.

## Fotbalová kariéra
V československé lize hrál za Lokomotívu Košice. Nastoupil ve 4 ligových utkáních.

## Ligová bilance
| Ročník                                   | Zápasy | Góly | Klub              |
| ---------------------------------------- | ------ | ---- | ----------------- |
| 1. československá fotbalová liga 1984/85 | 4      | 0    | Lokomotíva Košice |
| CELKEM                                   | 4      | 0    |                   |